# Pidhirți, Obuhiv
Pidhirți (în ucraineană Підгірці) este localitatea de reședință a comunei Pidhirți din raionul Obuhiv, regiunea Kiev, Ucraina.

## Demografie
Componența lingvistică a localității Pidhirți
     Ucraineană (90,93%)
     Rusă (8,66%)
     Alte limbi (0,21%)
Conform recensământului din 2001, majoritatea populației localității Pidhirți era vorbitoare de ucraineană (90,93%), existând în minoritate și vorbitori de rusă (8,66%).